# Arrhenatherum
Arrhenatherum is een geslacht uit de grassenfamilie (Poaceae). De soorten van dit geslacht komen voor in Europa en het gebied rond de Middellandse Zee. Een aantal soorten lijkt erg op die uit het geslacht Avena en Festuca.

## Soorten (selectie)
- Arrhenatherum album
- Arrhenatherum calderae
- Arrhenatherum elatius (glanshaver)
- Arrhenatherum kotschyii
- Arrhenatherum longifolium
- Arrhenatherum palaestinum
- Arrhenatherum pallens